# FC Titus Lamadelaine
El FC Titus Lamadelaine fue un equipo de fútbol de Luxemburgo que alguna vez jugó en la Éirepromotioun, la segunda liga de fútbol más importante del país.

## Historia
Fue fundado en el año 1948 en la ciudad de Lamadelaine de la capital Luxemburgo y pasaron toda su historia en las ligas de nivel aficionado de Luxemburgo hasta que en la temporada 2013/14 vencieron en la ronda del playoff al FC Jeunesse Junglinster y consiguieron el ascenso a la Éirepromotioun por primera vez en su historia.
En la temporada 2014/15 de la Éirepromotioun quedaron en la undécima posición, por lo que originalmente debían jugar una ronda de playoff por la permanencia ante el FC Avenir Beggen, pero al finalizar la fase regular de la liga decidieron que el club se fusionara con el CS Pétange y crear al Union Titus Pétange, desapareciendo al club y otorgando el ascenso directo a la éirepromotioun al FC Avenir Beggen.